# گوروپ‌آهولت
گوروپ‌آهولت (به سوئدی: Gropahålet) یک منطقه جنگلی در شمال رودخانه هلگیه و در جنوب شهر اینگسیه سوئد قرار دارد، پلاژ برهنگی گوروپ‌آهولت در خلیج هانویی محلی برای تفریحات دوستداران برهنگی است.